# Suserenre
Suserenre (Se-user-en-Re) – faraon przypisywany do XVI lub XVII dynastii, utożsamiany z Beb-Anchem (Beb-ankh). 

## Życiorys
Faraon Suserenre znany jest przede wszystkim z fragmentu steli odnalezionego w 1984 w Gebel Zeit nad Morzem Czerwonym. Zawarta na nim inskrypcja wskazuje, że był on tożsamy z faraonem Beb-Anchem, którego istnienie poświadcza również znaleziony w okolicach Nakady sztylet. Część egiptologów uważa, że Suserenre było imieniem tronowym Beb-Ancha – znaczyło Ten, który umocnił Re. 
Przyjmując tożsamość Suserenre i Beb-Ancha, faraon ten panował przez dwanaście lat, co poświadcza papirus turyński. Przypuszcza się, że okres jego panowania miał miejsce między 1590 a 1578 p.n.e. (dokładna datacja nie jest obecnie możliwa). Władca pozostawił po sobie ślady działalności budowlanej – rozbudował świątynię w Medamud.